# Счастливчик Александр
«Счастливчик Александр» (фр. Alexandre Le bienheureux) — французская кинокомедия 1968 года режиссёра Ива Робера, в которой снимались Филипп Нуаре, Марлен Жобер и Франсуаз Брион. Это третье появление на экране Пьера Ришара, который снялся во второстепенной роли.

## Сюжет
Молодой фермер Александр находится под гнетом авторитарной жены, которая заставляет его работать и днем, и ночью. Когда жена погибает, у него начинается заслуженный отдых: он забрасывает работу, долго нежится в постели. Его пёс приносит в постель еду. Ему завидуют все соседи. Но на него кладет глаз новая сотрудница местного магазина — из-за его огромного подсобного хозяйства.

## В ролях
- Филипп Нуаре — Александр
- Франсуаз Брион — жена Александра
- Марлен Жобер — Агата
- Поль Ле Персон — Санген
- Пьер Ришар — Колибер
- Цилла Шелтон — мадам Буило
- Леонс Корн — Ламендин
- Жан Карме — Френгаль